# Blinky Palermo
Blinky Palermo pseudoniem van Peter Heisterkamp 2 juni 1943 - Maldiven, 18 februari 1977), was een Duitse schilder.

## Leven en werk
Peter Heisterkamp nam in 1964 de naam Blinky Palermo aan, tijdens zijn studies bij Joseph Beuys aan de Kunstakademie Düsseldorf. De naam verwijst naar een Amerikaanse maffioso en bokspromotor, waar Heisterkamp op zou hebben geleken.
Palermo was bekend voor zijn monochromatische doeken en "textiel-schilderijen", vervaardigd uit gekleurde stoffen die over een (vaak onregelmatig van vorm) kader werden gespannen. Later in zijn carrière zou hij zijn werk in situ ontwikkelen, voor grootschalige architecturale installaties, die vaak samengingen met muurtekeningen. Zijn werk kan gerelateerd worden tot het constructivisme en minimalisme. Maar de modernistische kenmerken worden evenwel ondermijnd door een gesofisticeerd gevoel van humor, en de neiging naar het schilderkunstige en het expressieve, zoals blijkt uit de poëtische titels van Blinky's werk.
In 1973 verhuisde Blinky Palermo naar New York, waar hij bleef wonen tot aan zijn dood in 1977, tijdens een vakantie op de Maldiven. Een van zijn laatste en meest bekende werken is een schilderij in 15 delen, samengesteld uit 40 panelen, getiteld To the People of New York City (1976).
Palermo nam deel aan documenta 5 van 1972 in Kassel, de Biënnale van São Paulo van 1975 in de Braziliaanse stad São Paulo en met het werk The Four Cardinal Points (Himmelsrichtungen) aan de Biënnale van Venetië van 1976 in Venetië. Postuum was hij met werk vertegenwoordigd bij documenta 6 in 1977.
Sinds 2001 wordt in Leipzig het Blinky Palermo Stipendium verleend door de Ostdeutsche Sparkassenstiftung en de Galerie für Zeitgenössische Kunst.